# 9996 ANS

9996 ANS

9996 ANS eller 9070 P-L är en asteroid i huvudbältet som upptäcktes den 17 oktober 1960 av den nederländsk-amerikanske astronomen Tom Gehrels och det nederländska astronomparet Ingrid van Houten-Groeneveld och Cornelis Johannes van Houten vid Palomarobservatoriet. Den är uppkallad efter den vetenskapliga satelliten Astronomical Netherlands Satellite (ANS).
Asteroiden har en diameter på ungefär 9 kilometer och den tillhör asteroidgruppen Dora.